# 14 Armia Sił Powietrznych i Obrony Przeciwlotniczej

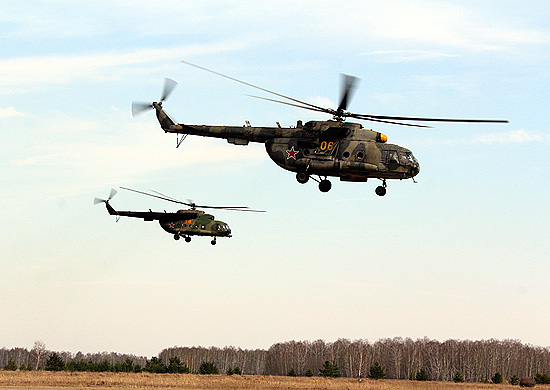
Zespół poszukiwawczo-ratowniczy prowadzi poszukiwania miejsca, gdzie wylądowali kosmonauci.

14 Armia Sił Powietrznych i Obrony Przeciwlotniczej (ros. 14-я армия ВВС и ПВО) – związek operacyjny Sił Zbrojnych Federacji Rosyjskiej, służący w Siłach Powietrznych Federacji Rosyjskiej w ramach Centralnego Okręgu Wojskowego.

## Historia
14 Armia Lotnicza i Obrony Powietrznej powstała w wyniku połączenia sił powietrznych i wojsk obrony powietrznej i 1 marca 1998 w ramach nowego rodzaju sił zbrojnych osiągnęła gotowość operacyjną.
Została powtórnie sformowana w 2015 w Centralnym Okręgu Wojskowym, obejmowała formacje i jednostki wojskowe 2 Dowództwa Sił Powietrznych i Obrony Przeciwlotniczej, stacjonujące na Powołżu, na Uralu i Syberii. Strefa odpowiedzialności armii obejmuje przestrzeń powietrzną 29 podmiotów wchodzących w skład Federacji Rosyjskiej i ponad 3 tys. km granicy państwowej. Piloci wykonują misje szkolenia bojowego nad Kirgistanem, Tadżykistanem i Kazachstanem, udzielają wsparcia poszukiwawczo-ratowniczego podczas startów i lądowań załogowych statków kosmicznych. 
Armia jest uzbrojona w myśliwce przechwytujące MiG-31BM, bombowce frontowe Su-24M, śmigłowce Mi-8 AMTSh, Mi-24 i Mi-26, systemy rakiet przeciwlotniczych S-300PS i inne.